# Parapteroceras papuanum
Parapteroceras papuanum är en orkidéart som först beskrevs av Rudolf Schlechter, och fick sitt nu gällande namn av Dariusz Lucjan Szlachetko. Parapteroceras papuanum ingår i släktet Parapteroceras och familjen orkidéer. Inga underarter finns listade i Catalogue of Life.